# Rhamphomyia nitidula
Rhamphomyia nitidula är en tvåvingeart som beskrevs av Zetterstedt 1842. Rhamphomyia nitidula ingår i släktet Rhamphomyia och familjen dansflugor. Arten är reproducerande i Sverige. Inga underarter finns listade i Catalogue of Life.